# Черненко Федір Іванович
Фе́дір Іва́нович Черне́нко (1818 — 1876) — військовий (гарнізонний) інженер-архітектор. Приятель і земляк Шевченка. Випускник Петербурзької академії мистецтв. Активний діяч української «громади» в Петербурзі.

## З життєпису
З 1854 — художник архітектури.
В 1837 році служив у Петербурзі на посаді гарнізонного інженера-архітектора.
Шевченко познайомився з Черненком в 40-х роках. Особливо тісними їх взаємини стали в 1856—1861 роках.
Вони зустрічалися майже щонеділі на зібраннях петербурзької української громади на квартирі в Черненка.
Ядро «громади» становили редакція і авторський актив журналу «Основа».
Шевченко очолював у «громаді» ліве, радикальне крило, часто гостро дискутував з Костомаровим.
Шевченко подарував Черненку відтиск свого офорта по картині Мурільйо «Свята родина» з автографом вірша Сон (На панщині пшеницю жала) на звороті та присвятив поезію «Ой по горі роман цвіте».
Черненко допомагав Шевченкові скласти проект хати біля Канева в селі Пекарі, яку поет мріяв збудувати в Україні, брав активну участь в організації похорону Шевченка.
Після смерті Шевченка Черненкові було передано на зберігання бібліотеку поета.